# Yellow Bank River
Der Yellow Bank River ist ein 14 km langer Nebenfluss des Minnesota Rivers im Westen von Minnesota in den Vereinigten Staaten. Er wird durch den Zusammenfluss von zwei größeren Gewässern gebildet. Sowohl der North Fork Yellow Bank River als auch der South Fork Yellow Bank River haben ihren Ursprung im Nordosten von South Dakota. Über den Minnesota River ist der Yellow Bank River Teil des Einzugsgebietes des Mississippi Rivers und entwässert eine Fläche von etwa 1191 km² in einer landwirtschaftlich geprägten Region.
Der Fluss hat seinen Namen von der gelblichen glazialen Verwerfung in den Steilhängen entlang seines Laufes. Der Name wurde in William H. Keatings Bericht über die Expedition von Stephen Harriman Long in der Region im Jahre 1823 aus der Sioux-Sprache mit „Spirit Mountain Creek“ übersetzt. Auf einer Karte Minnesotas aus dem Jahre 1860 war der Fluss als „Yellow Earth River“ markiert.

## Geographie
Sowohl der nördliche als auch der südliche Arm des Flusses entspringen auf dem Coteau des Prairies in South Dakota, einer Moränenlandschaft, durch die das Einzugsgebiet des Mississippi Rivers von dem des Missouri Rivers getrennt wird. Sie fließen über Grundmoränen nach Minnesota. Der North Fork Yellow Bank River hat seinen Ursprung in einer Höhe von 560 m im Round Lake bei South Shore im Nordwesten des Codington Countys und fließt ostwärts über etwa 80 km hinweg durch die Mitte des Grant County in den Nordwesten des Lac qui Parle Countys in Minnesota. Der South Fork Yellow Bank River entspringt in 564 m Höhe im Nordwesten des Deuel Countysm etwa 10 km südwestlich von Strandburg und fließt auf einem allgemein nordöstlichen Kurs über etwa 90 km hinweg durch den Süden des Grant Countys und den Westen des Lac qui Parle Countys, wo er die Gemeinde Nassau passiert. Vom Zusammenfluss der beiden Forks in der Yellow Bank Township fließt der Yellow Bank River für den Rest des kurzen Laufes nordwärts durch das Big Stone National Wildlife Refuge und mündet nach 14 km in der Agassiz Township, etwa 5 km südöstlich von Odessa in den Minnesota River. Innerhalb des Naturschutzgebietes durchfließt der Fluss eine Waldlandschaft, die durch Amerikanische Ulmen, Eschen, Eschen-Ahorn und Silber-Ahorn gebildet wird. Der Fischfang ist hier möglich.

## Abflussmenge
Der United States Geological Survey betreibt einen Pegel in der Agassiz Township südlich von Odessa, 7,2 km oberhalb der Mündung des Flusses. Im langjährigen Jahresdurchschnitt zwischen 1940 und 2005 betrug die Abflussmenge 2 m³/s. Der höchste aufgezeichnete Wert am 9. April 1969 war 197 m³/s, in Trockenperioden mehrerer Jahre wurde der niedrigste Wert mit null verzeichnet.